# Simon Moritz von Bethmann

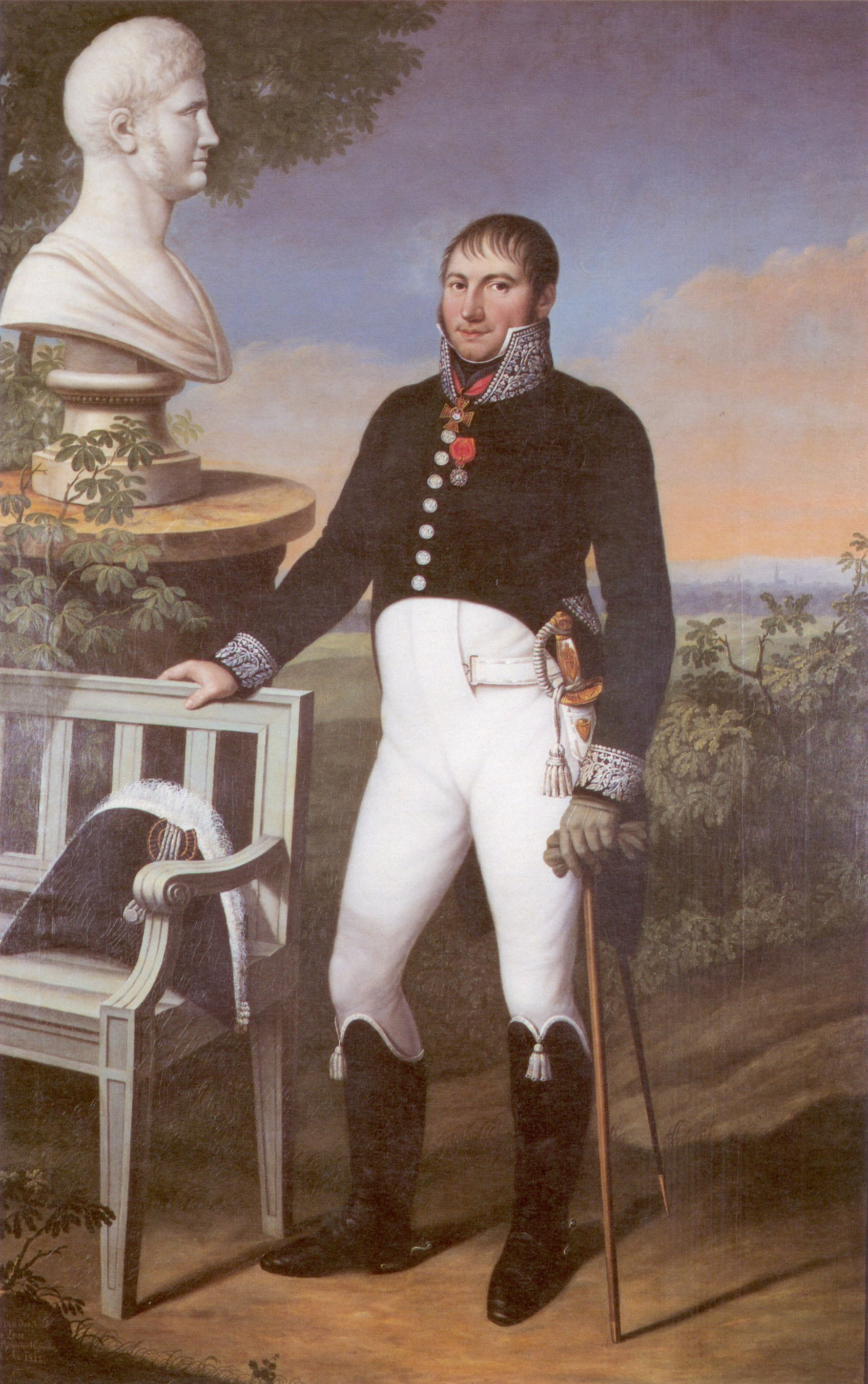
Simon Moritz von Bethmann, 1812. Porträt von Johann Jacob de Lose (1755–1813)

Simon Moritz von Bethmann (* 31. Oktober 1768 in Frankfurt am Main; † 28. Dezember 1826 ebenda) war ein deutscher Bankier, Diplomat und Philanthrop.

## Leben und Wirken
Die Familie Bethmann stammte ursprünglich aus Goslar und war Anfang des 18. Jahrhunderts nach Frankfurt am Main gekommen. 1748 hatten Johann Philipp Bethmann und sein Bruder Simon Moritz Bethmann die Bethmann Bank gegründet und zu einem der bedeutendsten Bankhäuser in Deutschland geführt.

### Bankier
Simon Moritz von Bethmann war der Sohn Johann Philipps. Er trat 1791 in die Führung des Hauses ein und wurde nach dem Tod seines Vaters 1793 alleiniger Inhaber. Er dehnte die Finanzgeschäfte in beträchtlichem Maße aus und begab unter anderem Anleihen für Dänemark, Österreich und Russland. Das Haus Bethmann wurde neben dem Haus Rothschild zum wichtigsten Finanzier der deutschen und europäischen Fürstenhäuser. 1808 erhob Kaiser Franz I. Bethmann in den erblichen Adelsstand. Zar Alexander I. ernannte ihn 1807 zum russischen Generalkonsul beim Rheinbund und 1810 zum Staatsrat.
Durch seine diplomatischen Aktivitäten machte sich Bethmann besonders um seine Vaterstadt verdient, ohne dass er jemals ein Staatsamt innegehabt hätte. 1802 gelang es Bethmann, durch Intervention in Paris die französischen Kontributionsforderungen aus den Besatzungsjahren zu begrenzen. Seinem persönlichen Auftreten bei den Verhandlungen zum Reichsdeputationshauptschluss in Regensburg verdankte die Stadt beträchtliche Rechte und Güter aus säkularisiertem Kirchenvermögen, die längst anderweitig verteilt waren.
Im Jahr 1810 heiratete Bethmann Louise Friederike Boode (1792–1869) aus Amsterdam. Der Ehe entstammten vier Söhne (Moritz, Karl, Alexander und Heinrich), deren ältester Moritz von Bethmann später die Leitung der Bank übernahm. Nach der Gattin von Simon Moritz benannt war ein 1812 nach Art eines Englischen Landschaftsgartens angelegter Park der Familie Bethmann im Frankfurter Stadtteil Sachsenhausen. Der Name besteht weiterhin mit dem 1954 an Stelle des Bethmannschen Anwesens eingerichteten Waldspielpark Louisa.

Bethmanns Gartenhaus, in dem sich Napoleon 1813 einquartierte

Deckhengst Eclipse, Bethmanns Lieblingspferd, Bronzestatue 1812 von Christian Friedrich Tieck, im Frankfurter Waldspielpark Louisa

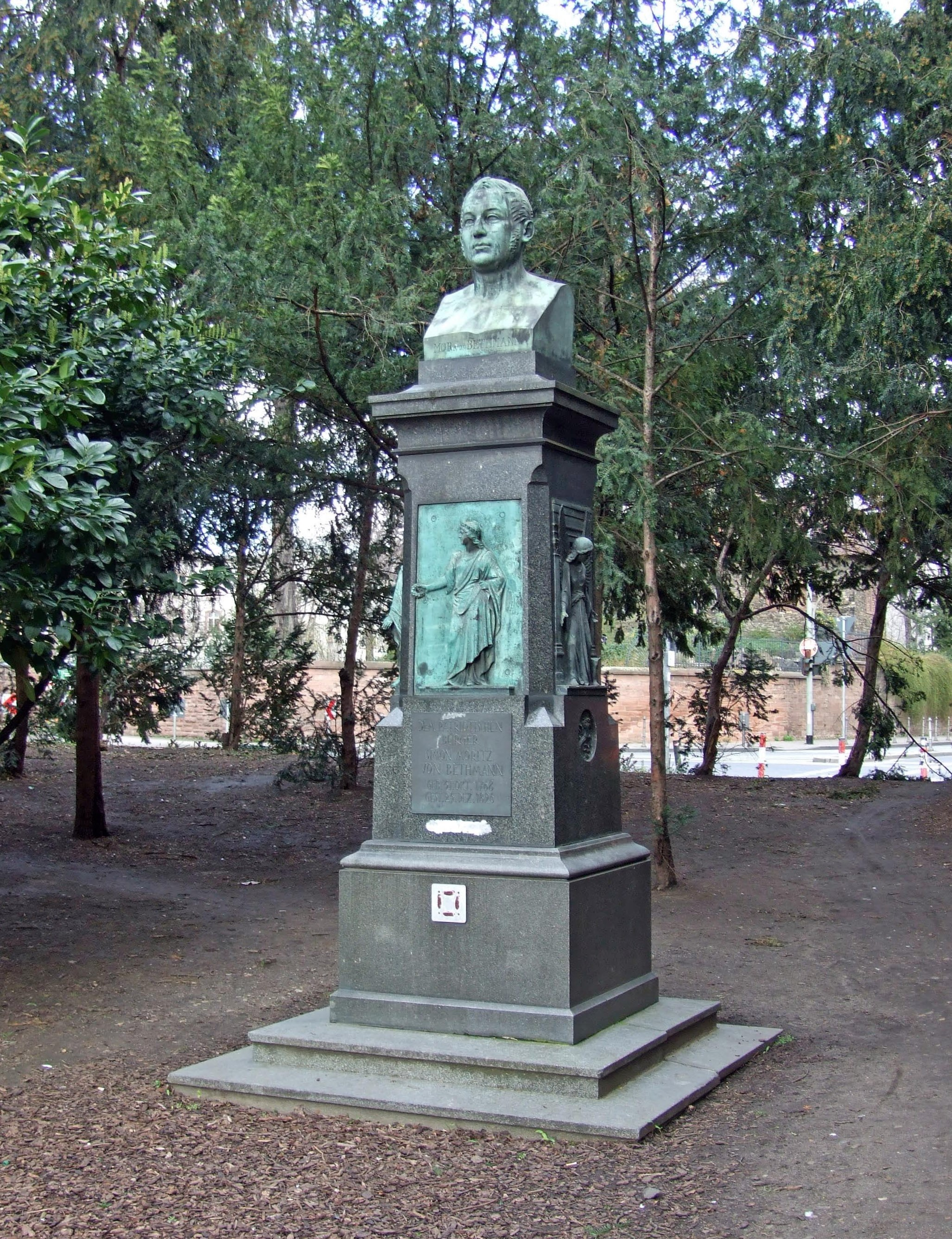
Denkmal in der Friedberger Anlage in Frankfurt

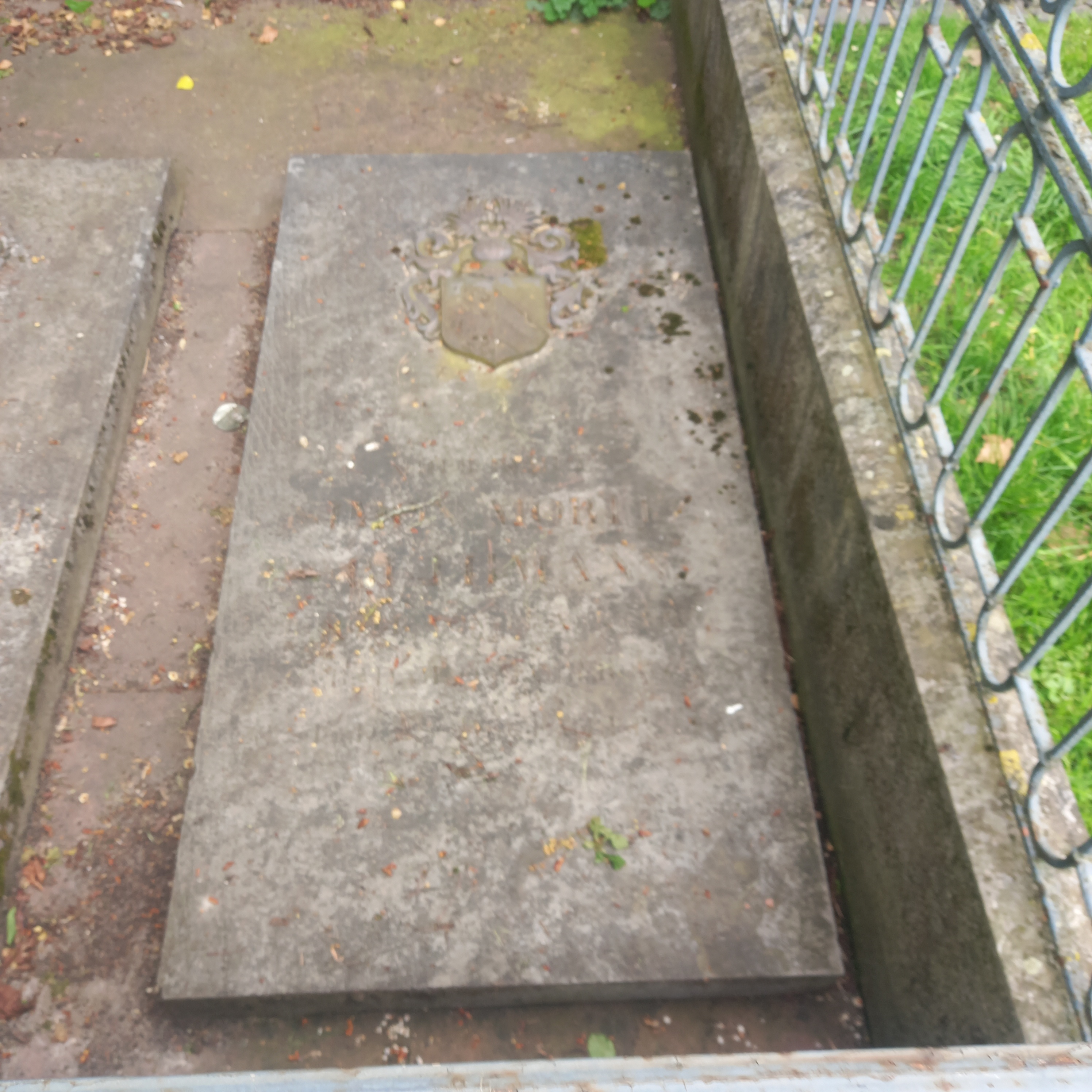
Das Grab von Simon Moritz von Bethmann auf dem Peterskirchhof in Frankfurt am Main

Sein Haus war der gesellschaftliche Mittelpunkt Frankfurts. Napoleon Bonaparte, Zar Alexander I. und König Friedrich Wilhelm III. von Preußen beherbergte er als seine Gäste. Auch die Begegnung zwischen Catharina Elisabeth Goethe und Madame de Staël fand in seinem Hause statt. 1813 hatte sich Kaiser Napoleon auf dem Rückzug nach der Völkerschlacht bei Leipzig im Bethmannschen Gartenhaus vor dem Friedberger Tor einquartiert. Zwischen französischen und alliierten Truppen entwickelte sich am 31. Oktober 1813 ein heftiges Artilleriegefecht um den Besitz der Mainbrücke. Bethmann überzeugte den Kaiser erfolgreich, den verheerenden Beschuss von Sachsenhausen zu beenden und seine Truppen zurückzuziehen.

### Mäzen
Bethmann setzte sich sehr für die Verbesserung des Frankfurter Schulwesens ein. Er gehörte zu den Begründern der Musterschule (1803, mit Wilhelm Friedrich Hufnagel) und des Philanthropins, einer jüdischen Realschule (1804, mit Siegmund Geisenheimer und Mayer Amschel Rothschild). Auch die Weißfrauenschule, die erste städtische Volksschule wurde von ihm gefördert. Eine Schenkung von 40.000 fl., aus deren Zinsen eine Lancasterschule unterhalten werden sollte, wurde später in Absprache mit seinen Erben zur Unterstützung anderer Schulformen verwendet.
Bethmann war zudem ein über die Grenzen Frankfurts bekannter Kunstmäzen und Förderer der Wissenschaften. Er gehörte zu den Gründern der Polytechnischen Gesellschaft (1816) und der Senckenbergischen Naturforschenden Gesellschaft (1817). Mit einer großzügigen Spende unterstützte er den Bau der Stadtbibliothek. 1816 erwarb er das Marmorbild Ariadne auf dem Panther von Johann Heinrich Dannecker, die wohl berühmteste Skulptur des 19. Jahrhunderts, die in einem eigens errichteten klassizistischen Museumsbau Tausende von Bewunderern anzog. 1819 gehörte er zu den Gründern des Komitees zur Errichtung eines Goethedenkmals in Frankfurt.
Bethmann starb am 28. Dezember 1826 überraschend während eines Theaterbesuches. Er wurde auf dem Peterskirchhof bestattet, wo sein Grab heute noch erhalten ist.

## Gedenken
Zu seinem hundertsten Geburtstag wurde in der Friedberger Anlage seine von dem Bildhauer Eduard Schmidt von der Launitz geschaffene Büste enthüllt. An ihn erinnern außerdem der Bethmannpark im Frankfurter Stadtteil Nordend, der Bethmann-Weiher, die Bethmannstraße (Sitz der Bethmann Bank) und die Bethmannschule, eine Berufsschule.
Einer nicht belegten Legende nach sollen die Bethmännchen im Haushalt des Bankiers entstanden sein.